# Weight Watchers
Weight Watchers is een Amerikaans bedrijf, dat in 1963 is opgericht door Jean Nidetch.

## Activiteiten
Het verzorgt dieetprogramma's die in groepsverband gevolgd worden waarbij de deelnemers elkaar wekelijks ontmoeten om elkaar te steunen en ervaringen uit te wisselen. 
Het dieet bestaat uit een soort puntensysteem, waarbij elk onderdeel van de maaltijd een bepaald aantal punten bevat. Deze punten, die niet analoog zijn aan calorieën, moeten over een bepaalde tijd worden gegeten, maar kunnen binnen een aantal dagen ook worden opgespaard. Het geeft advies om bewust om te gaan met voeding en gezond gezondere voeding zoals meer fruit, groenten en eiwitten en minder suikers en verzadigde vetten.
In Nederland bestaat Weight Watchers sinds 1973 en geeft het ook een magazine uit. Eind 1973 nam Weight Watchers de Gratia Club voor Slankblijvers (opgericht in 1969) over. Oprichtster Gratia Schimmelpenninck van der Oye bleef tot medio 1978 algemeen directeur van Weight Watchers Nederland.
In 1978 werd Weight Watchers International overgenomen door H.J. Heinz Company. In september 1999 kocht Artal Luxembourg het bedrijf van Heinz. In 2001 kreeg het een notering aan de NASDAQ effectenbeurs. Artel bleef lange tijd de grootste aandeelhouder met een belang van 21% per juli 2021. In mei 2023 verkocht Artel de laatste aandelen Weight Watchers. Heinz brengt nog wel verpakte voedingsmiddelen van het merk Weight Watchers op de markt.
In september 2018 werd de bedrijfsnaam gewijzigd in WW International, Weight Watchers bleef in gebruik als merknaam.
In 2023 werd Sequence overgenomen waarmee het medicijnen op recept voor gewichtsverlies kan aanbieden, waaronder Ozempic, Wegovy en Trulicity. Dit is een aanvulling op de bestaande activiteiten van Weight Watchers.
Weight Watchers heeft op 6 mei 2025 bij de rechtbank bescherming aangevraagd tegen de schuldeisers (Chapter 11). Het bedrijf heeft US$ 1,15 miljard aan schulden waarvan de rentekosten zwaar op de resultaten drukken. Het bedrijf verwacht binnen 45 dagen uit het faillissement te komen. De schuldeisers wordt een groot aandelenbelang in het bedrijf aangeboden in ruil voor schuldvermindering. De resultaten van Weight Watchers staan al langere tijd onder druk. 